# Vaca de raça llemosina

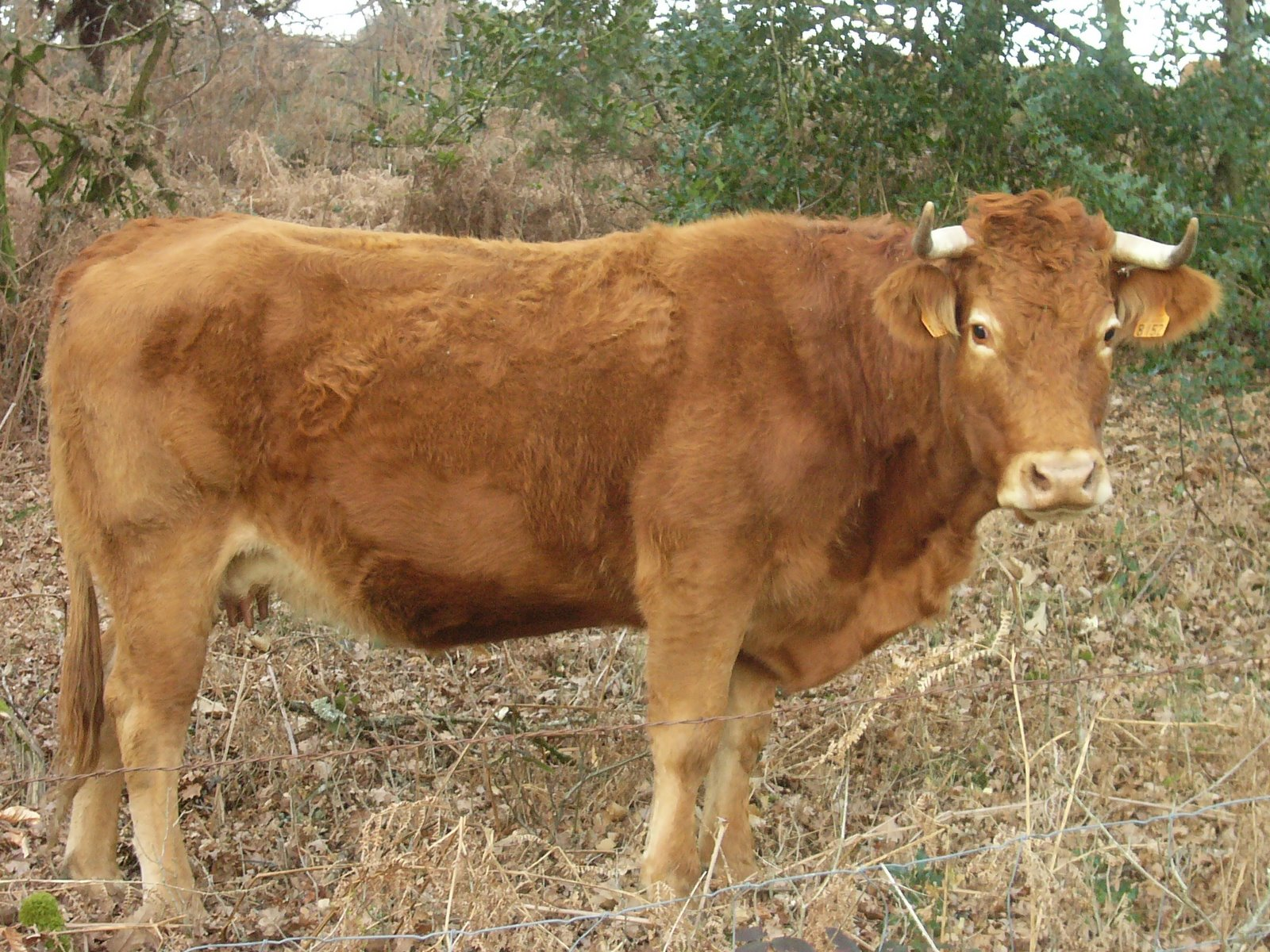
Vaca de raça llemosina.

La vaca de raça llemosina (en francès vache limousine) és una raça bovina rústega originària de la regió occitana de Llemotges. És una raça molt popular a tot el món incloent alguns països tropicals) i és molt emprada per a fer encreuaments. És una raça dedicada principalment a la producció de carn la qual té, relativament, poc greix, i emprada a la cuina llemosina.
L'anomenada vaca de raça bruna dels Pirineus és un creuament de diverses races amb la llemosina.
La vaca de raça llemosina no presenta taques té un color bru vermellós, més clar en el ventre i al voltant dels ulls i el morro, amb les mucoses nasals de color rosa clar. Té unes grans qualitats maternals, pareixen per primera vegada abans dels tres anys, la capacitat de la pelvis és més gran que en altres races cosa que fa que els vedells neixen fàcilment. La longevitat comercial acostuma a ser d'uns deu anys amb casos de vaques que han arribat als 17 anys havent passat 14 ventrades. Els exemplars adults pesen de 700 a 950 kg.